# Raphitoma zelotypa
Raphitoma zelotypa é uma espécie de gastrópode do gênero Raphitoma, pertencente a família Raphitomidae.